# Пластинокрыл обыкновенный
Пластинокрыл обыкновенный (лат. Phaneroptera falcata) — вид насекомых из семейства настоящих кузнечиков.

## Описание
Длина тела составляет от 12 до 18 миллиметров. Окраска тела зелёного цвета, спина и задние ноги могут иметь также красноватый оттенок. Всё тело усеяно мелкими тёмными точками. Усики примерно в четыре раза длиннее, чем тело. У самок очень широкий, короткий, почти под прямым углом вверх изогнутый яйцеклад. У самцов длинные и сильно изогнутые церки на конце брюха. Этот вид очень похож на Phaneroptera nana, который распространён только в южных регионах Центральной Европы.

## Образ жизни
Он обитает в тёплых местах, предпочитая сухие степи и песчаные карьеры, а также сады.
Взрослые насекомые встречаются с августа по октябрь. Они питаются различными лиственными деревьями и кустарниками, поедая в основном молодые побеги, а также ягоды и фрукты.
Они стрекочут очень тихо, так что услышать песню можно только на расстоянии около одного метра. Стрекотание происходит обычно ночью.
Самки откладывают плоские яйца между эпидермисом листьев кормовых культур. Вылупившиеся из них личинки проходят шесть стадий, протяжённостью в общей сложности около 60 дней.

## Распространение
Встречается в Евразии от Западной Европы до юга Дальнего Востока, Кореи и Японии.